# Irlands herrlandslag i fotboll

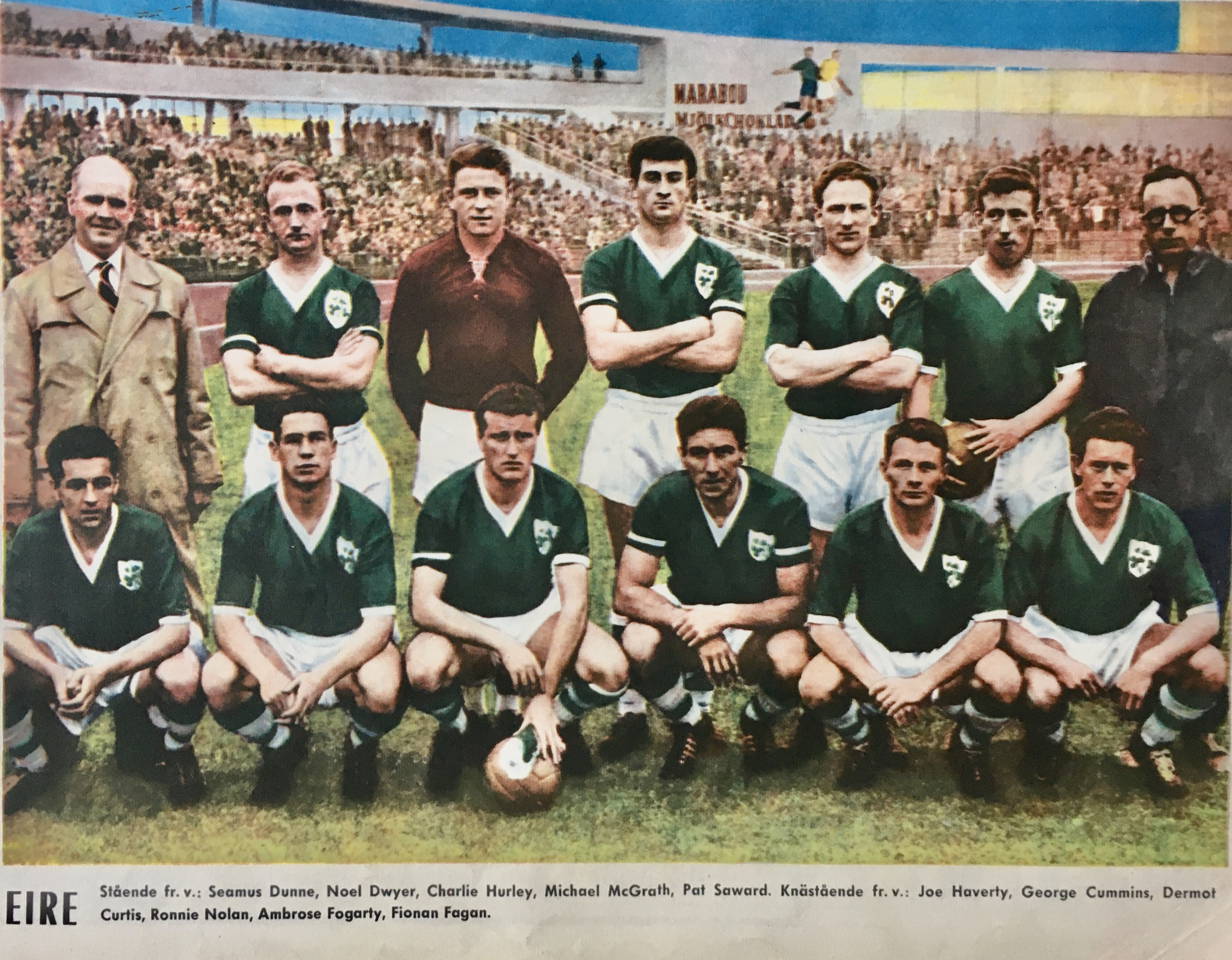
Irlands herrlandslag i fotboll inför en landskamp på Malmö stadion den 18 maj 1960 mot det svenska landslaget. Matchen slutade med en svensk seger 4-1. Irlands spelare från vänster, stående; Seamus Dunne, Noel Dwyer, Charlie Hurley. Michael McGrath, Pat Saward; från vänster, knästående: Joe Haverty, George Cummins, Dermot Curtis, Ronnie Nolan, Ambrose "Amby" Fogarty och Fionan "Paddy" Fagan.

För landslaget som organiserades av IFA 1882–1950, se Irlands herrlandslag i fotboll (1882–1950).
Irlands herrlandslag i fotboll representerar Irland i fotboll. Landslaget styrs av Football Association of Ireland (FAI) och spelar sina hemmamatcher på Aviva Stadium i Dublin. Förbundskapten är Stephen Kenny.

## Historia
Irlands fotbollsförbund bildades 1921 efter att det bröt sig ur Irish Football Association, som då representerade hela ön Irland men sedan 1950 endast representerar Nordirland.
28 maj 1924 spelade dåvarande Iriska fristaten sin första internationella match i de Olympiska spelen i Paris, Frankrike. Man vann över Bulgarien med 1-0 men slogs ut i nästa omgång av Nederländerna.
Rekordsiffror blev det i 1984 års EM-kval när man hemmaslog Malta med 8-0. Året före föll man borta mot Brasilien med 0-7.

### Irland-England 1995 15 februari
Träningsmatchen mellan Irland och England på Lansdowne Road i Dublin spårade ur då Irland gjorde 1-0. Engelska huliganer började förstöra läktaren och kasta saker som stolar med mera på irländska fans och planen. Domaren bröt matchen. Polisen lyckades hålla isär irländska fans som ville attackera huliganerna tills insatsstyrkan kunde gå in och gripa dem. 50 skadade fick föras till sjukhus.
Matchen anses vara den mörkaste dagen i irländsk fotbollshistoria.

## Europamästerskap

### EM-kval
Irland har lyckats kvala in till tre Europamästerskap, detta i form av EM i Västtyskland 1988, EM i Polen och Ukraina 2012 och EM i Frankrike 2016.
Redan 1964 var man nära dock. Irland ställdes i kvartsfinalen mot Spanien men föll mot de blivande mästarna.
1976 års kval började bra efter 3-0 hemma över Sovjetunionen. Man föll dock i returen och Sovjetunionen tog hem gruppen en poäng före Irland.
1988 säkrade Irland avancemanget efter att man i sista matchen besegrat Bulgarien med 2-0.
Irland gick obesegrade genom 1992 års kval men där tog England ändå gruppsegern en poäng före.
Otur var ordet när man i 1996 års kval till EM i England spelade playoff mot Nederländerna. De två sämsta grupptvåorna spelade ett playoff medan resterande gick direkt till EM. Matchen spelades i Liverpool, England och Nederländerna vann med 2-0.
Nytt playoff blev det i 2000 års kval efter att man slutat grupptvåa en poäng bakom Jugoslavien. Där ställdes man mot Turkiet och efter två oavgjorda möten gick turkarna vidare på fler (ett) bortamål.
2004 års kval blev en besvikelse för Irland och man slutade trea bakom Schweiz och Ryssland.
Kvalet till 2008 års EM i Schweiz och Österrike gick dåligt trots att man slutade trea i gruppen. Laget vann bara fyra matcher, varav en av dem var en svag 2–1-seger borta mot San Marino (där Stephen Ireland avgjorde i matchens slutskede). Mot Cypern förlorade man dessutom 2–5 borta och fick bara 1–1 hemma.
I kvalet till EM i Polen och Ukraina 2012 nådde Irland en andraplats, två poäng bakom Ryssland. Detta sedan de på tio kvalmatcher enbart förlorat en, hemmamatchen mot blivande gruppvinnaren Ryssland. 
Irland gick därmed, än en gång, vidare till playoff. Denna gång lottades det mot Estland, som hade överraskat stort i kvalet med sin andraplats. I den första matchen kunde Irland vinna med 4-0 i Tallinn, sedan Estland fått två man utvisade. I hemmamötet slutade det 1-1, och därmed gick Irland till EM-slutspelet efter totalt 5-1 i playoffmötet.
I kvalet till EM i Frankrike 2016, som utökas till 24 lag, fick Irland en tuff lottning. Detta då de ställs mot regerande världsmästarna Tyskland, Skottland, Polen, Georgien och nykomlingen Gibraltar.
Kvalspelet började med två segrar för Irland. Detta sedan Aiden McGeady gjort ett sent 2-1 mål i bortamötet med Georgien, innan de besegrat Gibraltar med 7-0. Därefter kunde irländarna få med sig en poäng från bortamatchen mot Tyskland - sedan John O'Shea avgjort i 94:e minuten.
I de två efterföljande matcherna har Irland förlorat med 0-1 mot Skottland och spelat 1-1 mot Polen. Detta placerar landslaget på en fjärdeplats i gruppen, efter att halva kvalspelet har spelats. 

### EM 1988
Irland kvalade till EM 1988 och hamnade i grupp B efter ha kommit före lag som Skottland och Belgien. Man hamnade med världsmästarna från 1966 England, Sovjetunionen och de blivande mästarna Nederländerna. Man fick en fin start och vann över England med 1-0 efter att Ray Houghton gjort målet redan i sjätte minuten och blev därmed matchhjälte för Irland efter ha nickat 1-0 efter slarv av Kenny Sansom och John Barnes som Ray Houghton utnyttjade. Sansom och Barnes slog upp bollen så Houghton kunde göra segermålet på nick för Irland. I nästa match väntade Sovjetunionen i Hannover. Ronnie Whelan gav Irland ledningen efter 38 minuter i första halvlek, men Sovjetunionens Oleg Protassov kvitterade med kvarten kvar och räddade en poäng till Sovjetunionen. Då hade Sovjet och Irland båda tre poäng, Nederländerna hade två och England noll. Men Irland gjorde inte bort sig efter ha spelat 1-1 mot Sovjetunionen och hade fortfarande råd till en biljett, om man vann eller spelade oavgjort mot Nederländerna (guldmedaljörerna). Men Kieft räddade den andra biljetten till Nederländerna när de vann med 0-1. Man gick inte vidare men man visade att man var en hård motståndare.

### EM 2012
I EM-slutspelet hamnade Irland i samma grupp som regerande Europa- och världsmästarna Spanien, Italien som snuvat Irland på en plats i VM 2010 och Kroatien.
Trots att Irland gjorde sitt första stora mästerskap på tio år, hade de en del spelare med mästerskapsrutin. Detta då Shay Given, Richard Dunne, Damien Duff och Robbie Keane funnits med redan vid VM i Japan och Sydkorea 2002.   Inför mästerskapet tackade James McCarthy nej till att medverka, då hans far diagnostiserats med cancer. 
Irland åkte hem från mästerskapet med noll poäng. Detta sedan de förlorat med 1-3 mot Kroatien, 0-4 mot Spanien och 0-2 mot Italien. Sedermera skulle gruppmotståndarna, Spanien och Italien, komma att mötas i mästerskapets final.

## Världsmästerskap

### VM-kval
Trots att man varit nära flera gånger lyckades inte Irland kvala in till ett VM förrän 1990. Man gick vidare till VM i Italien som grupptvåa bakom Spanien. 
Samma visa blev det i 1994 års kval då man knep andraplatsen före Danmark på fler gjorda mål.
I kvalet till 1998 års VM i Frankrike fick man spela playoff mot Belgien. Efter 1-1 hemma och 1-2 borta kunde man inte gå vidare.
Bättre gick det nästa gång då man återigen fick spela playoff efter bland annat 1-0 över Nederländerna som stoppade nederländarna från VM-spel. Denna gång ställdes man mot Iran och efter vardera hemmaseger fick Irland gå vidare på bättre målskillnad.
Det jämna kvalet 2006 slutade med bara en fjärde plats i gruppen för Irland. Man hade stor chans i sista mötet hemma mot Schweiz men efter att inget av laget gjort mål kunde schweizarna ta sig vidare till playoff.
I VM kvalet 2010 imponerade Irland återigen. Man gick igenom gruppen obesegrade efter fyra vinster och sex oavgjorda. Det räckte dock enbart till en andraplats bakom Italien. Irland gick då än en gång till playoff, där man ställdes emot Frankrike. Efter att Irland förlorat med 0-1 hemma så såg det mörkt ut men med Robbie Keane som en oroskälla så lyckades man vinna med 1-0 på Stade De France och ta matchen till förlängning. 13 minuter in i förlängningen så krossades drömmen om slutspel när Thierry Henry tog bollen med handen inne i straffområdet två gånger och tittade samtidigt på bollen och spelade vidare till William Gallas som kvitterade för fransmännen. Detta var något som den svenska domaren Martin Hansson missade och således gick Frankrike till VM. Efter matchen så krävde Irlands fotbollsförbund en omspelsmatch vilket Fifa dock sa inte var aktuellt. Thierry Henry har i efterhand sagt att han ångrade att han tog med bollen.
Kvalspelet till VM i Brasilien 2014 blev ett misslyckande för irländarna. Med enbart fyra segrar på tio matcher, samtliga mot femte- respektive sjätteplacerade Kazakstan och Färöarna, förmådde Irland inte att utmana om platserna till VM. Istället fick nationen nöja sig med en fjärdeplats, sex poäng från playoff. Detta sedan de hamnat bakom Tyskland, Sverige och Österrike. 
Följden av kvalmisslyckandet blev att den italienske förbundskaptenen, Giovanni Trapattoni, fick sparken. Landet valde därefter att anställa nordirländaren, Martin O'Neill, som ny förbundskapten. O'Neill skrev på ett tvåårskontrakt med landslaget i november 2013 och fick den irländske legendaren, Roy Keane, som assisterande förbundskapten. 
- 1930 - Ej inbjudna
- 1934 till 1986 - Kvalade inte in
- 1990 - Kvartsfinal
- 1994 - Andra omgången
- 1998 - Kvalade inte in
- 2002 - Andra omgången
- 2006 till 2018 - Kvalade inte in

### VM-slutspel
Irland ställdes 1990 mot bland andra England och Nederländerna och gick vidare efter tre raka oavgjorda. 
Oavgjort blev det i andra omgången mot Rumänien och Irland gick vidare efter straffsparkar. I kvartsfinalen blev det dock en förlust mot hemmalaget och blivande bronsmedaljörerna Italien som vann med matchens enda mål.
1994 tog man revansch mot Italien och vann med 1-0. Förlust mot Mexiko och oavgjort mot Norge räckte för avancemang. Irland föll dock mot Nederländerna i andra omgången.
Gruppspelet i Japan 2002 bjöd på två oavgjorda och seger över Saudiarabien. I andra omgången krävdes det straffsparkar för ett spanskt avancemang efter 1-1 vid full tid.

## Spelare

### Nuvarande trupp
Följande spelare är uttagna till Uefa Nations League-matcherna mot Armenien, Ukraina och Skottland den 4-14 juni 2022.
Matcher och mål är uppdaterade 8 juni 2022.
| Nr | Pos. | Namn              | Födelsedatum (ålder) | Matcher | Mål |         | Klubb                  |
| -- | ---- | ----------------- | -------------------- | ------- | --- | ------- | ---------------------- |
| 1  | MV   | Caoimhín Kelleher | 28 november 1998     | 6       | 0   | England | Liverpool              |
| 23 | MV   | Mark Travers      | 18 maj 1999          | 3       | 0   | England | AFC Bournemouth        |
| 16 | MV   | James Talbot      | 24 april 1997        | 0       | 0   | Irland  | Bohemians              |
|    |      |                   |                      |         |     |         |                        |
| 11 | F    | James McClean     | 22 april 1989        | 92      | 11  | England | Wigan Athletic         |
|    | F    | Séamus Coleman    | 11 oktober 1988      | 65      | 1   | England | Everton                |
| 4  | F    | Shane Duffy       | 1 januari 1992       | 54      | 7   | England | Brighton & Hove Albion |
| 2  | F    | Cyrus Christie    | 30 september 1992    | 30      | 2   |         | Klubblös               |
| 5  | F    | John Egan         | 20 oktober 1992      | 25      | 1   | England | Sheffield United       |
| 3  | F    | Enda Stevens      | 9 juli 1990          | 25      | 0   | England | Sheffield United       |
| 18 | F    | Dara O'Shea       | 4 mars 1999          | 12      | 0   | England | West Bromwich Albion   |
|    | F    | Ryan Manning      | 14 juni 1996         | 6       | 0   | Wales   | Swansea City           |
| 12 | F    | Nathan Collins    | 30 april 2001        | 4       | 0   | England | Burnley                |
|    | F    | Darragh Lenihan   | 16 mars 1994         | 2       | 0   | England | Blackburn Rovers       |
|    |      |                   |                      |         |     |         |                        |
| 13 | MF   | Jeff Hendrick     | 31 januari 1992      | 72      | 2   | England | Newcastle United       |
| 8  | MF   | Conor Hourihane   | 2 februari 1991      | 33      | 1   | England | Aston Villa            |
| 14 | MF   | Alan Browne       | 15 april 1995        | 21      | 3   | England | Preston North End      |
| 6  | MF   | Josh Cullen       | 7 april 1996         | 18      | 0   | Belgien | Anderlecht             |
| 17 | MF   | Jason Knight      | 13 februari 2001     | 13      | 1   | England | Derby County           |
| 15 | MF   | Jayson Molumby    | 6 augusti 1999       | 12      | 0   | England | West Bromwich Albion   |
|    |      |                   |                      |         |     |         |                        |
| 7  | A    | Callum Robinson   | 2 februari 1995      | 28      | 7   | England | West Bromwich Albion   |
| 10 | A    | Troy Parrott      | 4 februari 2002      | 13      | 3   | England | Tottenham Hotspur      |
|    | A    | Scott Hogan       | 13 april 1992        | 9       | 0   | England | Birmingham City        |
| 20 | A    | Chiedozie Ogbene  | 1 maj 1997           | 9       | 3   | England | Rotherham United       |
| 9  | A    | Will Keane        | 11 januari 1993      | 4       | 0   | England | Wigan Athletic         |
| 19 | A    | Michael Obafemi   | 6 juni 2000          | 3       | 0   | Wales   | Swansea City           |
| 22 | A    | Festy Ebosele     | 2 augusti 2002       | 0       | 0   | Italien | Udinese                |
| 21 | A    | CJ Hamilton       | 23 mars 1995         | 1       | 0   | England | Blackpool              |

### Kända spelare
- Damien Duff
- Steve Finnan
- Shay Given
- Robbie Keane
- Roy Keane
- Mick McCarthy
- David O'Leary
- Niall Quinn
- Steve Staunton
- John O'Shea
- Ray Houghton

### Topp tio spelare med flest landskamper
Spelare i fet stil spelar fortfarande i Irlands landslag. 
Senast uppdaterad 26 september 2022
| Nr | Namn           | Karriär   | Matcher | Mål |
| -- | -------------- | --------- | ------- | --- |
| 1  | Robbie Keane   | 1998-2016 | 146     | 68  |
| 2  | Shay Given     | 1996-2016 | 134     | 0   |
| 3  | John O'Shea    | 2001-2018 | 118     | 3   |
| 4  | Kevin Kilbane  | 1997-2012 | 110     | 8   |
| 5  | Steve Staunton | 1988-2002 | 102     | 7   |
| 6  | Damien Duff    | 1998-2012 | 101     | 8   |
| 7  | James McClean  | 2012-2022 | 95      | 11  |
| 8  | Aiden McGeady  | 2004-2017 | 93      | 5   |
| 9  | Niall Quinn    | 1986-2002 | 91      | 21  |
| 9  | Glenn Whelan   | 2008-2019 | 91      | 2   |
| 10 | Tony Cascarino | 1985-1999 | 88      | 19  |
| 10 | Shane Long     | 1985-1997 | 88      | 17  |

### Topp åtta spelare med flest mål
Spelare i fet stil spelar fortfarande i Irlands landslag. Källa 
Senast uppdaterad 26 september 2022
| Nr | Namn             | Karriär   | Mål | Matcher | Mål/match |
| -- | ---------------- | --------- | --- | ------- | --------- |
| 1  | Robbie Keane     | 1998-2016 | 68  | 146     | 0,466     |
| 2  | Niall Quinn      | 1986-2002 | 21  | 92      | 0,231     |
| 3  | Frank Stapleton  | 1976-1990 | 20  | 71      | 0,28      |
| 4  | Don Givens       | 1969-1981 | 19  | 56      | 0,34      |
| 4  | John Aldridge    | 1986-1996 | 19  | 69      | 0,28      |
| 4  | Tony Cascarino   | 1985-1999 | 19  | 88      | 0,21      |
| 5  | Shane Long       | 2007-2021 | 17  | 88      | 0,2       |
| 6  | Noel Cantwell    | 1953-1967 | 14  | 36      | 0,39      |
| 6  | Kevin Doyle      | 2006-2017 | 14  | 63      | 0,222     |
| 6  | Jonathan Walters | 2010-2018 | 14  | 54      | 0,259     |
| 7  | Jimmy Dunne      | 1930-1939 | 13  | 15      | 0,87      |
| 7  | Gerry Daly       | 1973-1986 | 13  | 48      | 0,27      |
| 8  | Ian Harte        | 1996-2007 | 11  | 67      | 0,172     |
| 8  | James McClean    | 2012-2022 | 11  | 95      | 0,13      |

## Förbundskaptener
Det här avsnittet är helt eller delvis baserat på material från  engelskspråkiga Wikipedia, Republic of Ireland national football team.
| År        | Förbundskapten       |
| --------- | -------------------- |
| 1951–1953 | Doug Livingstone     |
| 1953–1955 | Alex Stevenson       |
| 1955–1967 | Johnny Carey         |
| 1967      | Noel Cantwell        |
| 1967–1969 | Charlie Hurley       |
| 1969-1971 | Mick Meagan          |
| 1971–1973 | Liam Tuohy           |
| 1973      | Seán Thomas          |
| 1973–1980 | Johnny Giles         |
| 1980      | Alan Kelly den äldre |
| 1980–1985 | Eoin Hand            |
| 1986–1996 | Jack Charlton        |
| 1996–2002 | Mick McCarthy        |
| 2002      | Don Givens           |
| 2003-2005 | Brian Kerr           |
| 2006-2007 | Steve Staunton       |
| 2007-2008 | Don Givens           |
| 2008-2013 | Giovanni Trappatoni  |
| 2013      | Noel King            |
| 2013-2018 | Martin O'Neill       |
| 2018-2020 | Mick McCarthy        |
| 2020-2023 | Stephen Kenny        |